# Meer van Vištytis

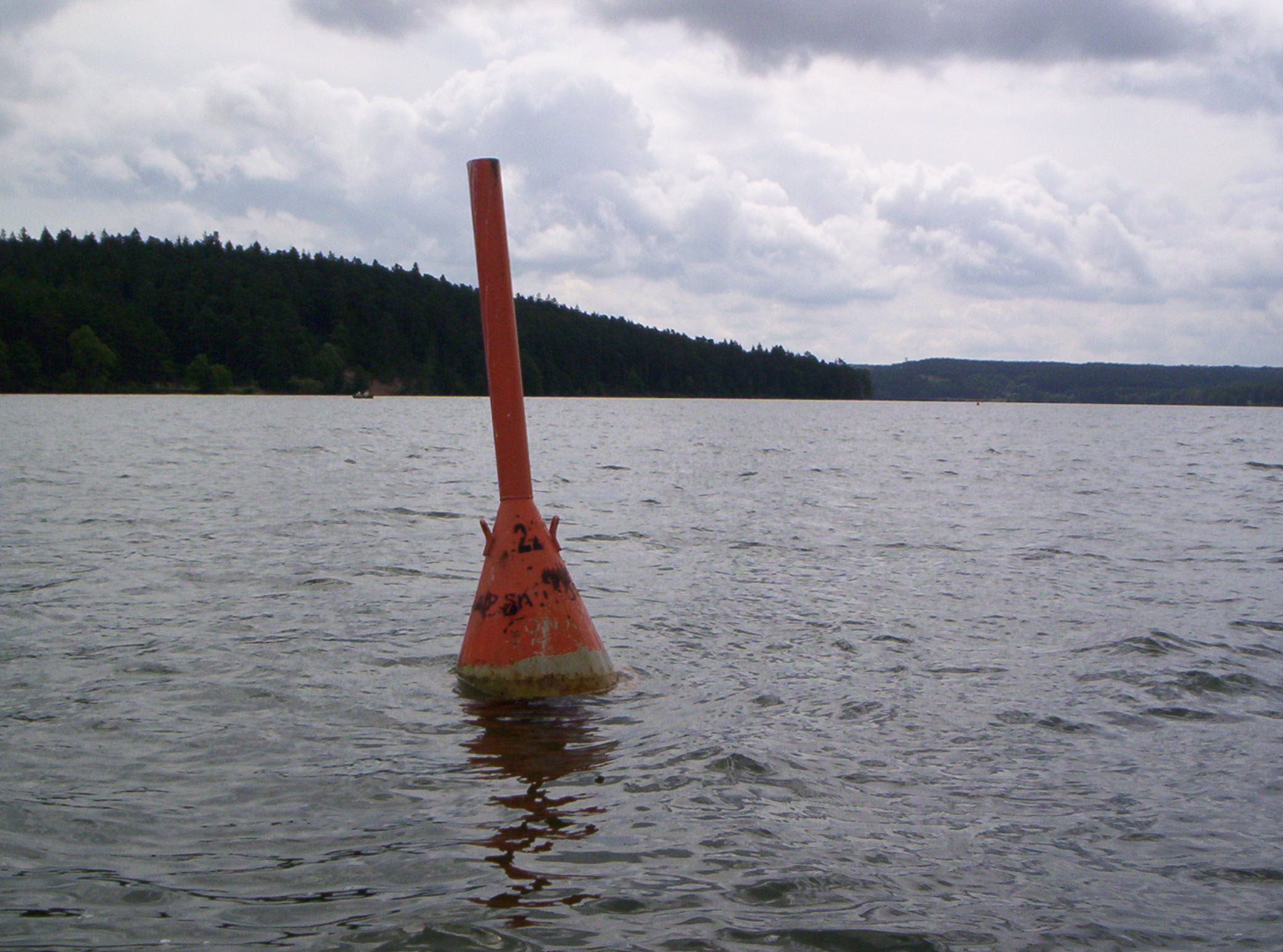
De grens, gezien vanaf de Russische kant. De tekst op de grenspaal luidt: Apsaugos zona (beschermingszone)

Het Meer van Vištytis (Litouws: Vištyčio ežeras, Russisch: Виштынецкое озеро; Visjtynetskoje ozero) is een meer op de grens van Litouwen en Rusland (oblast Kaliningrad). De kleine Litouwse stad Vištytis, die op de noordelijke oever ligt, is naar dit meer vernoemd.
Het meer bedekt 17,87 km², waarvan het grootste gedeelte in Rusland ligt. De grens loopt er dwars doorheen, gemarkeerd met streng uitziende grenspalen. Litouwse strandgangers worden aan 'hun' kant van het meer met een bord gewaarschuwd voor de ernstige strafrechtelijke gevolgen die hun ten deel zullen vallen als ze de grenspalen voorbijgaan.
Het meer is beschermd natuurgebied om zijn unieke flora en fauna.